# Detroit Olympia
Das Detroit Olympia, besser bekannt als Detroit Olympia Stadium und dem Spitznamen The Old Red Barn, war eine Mehrzweckhalle in der US-amerikanischen Stadt Detroit im Bundesstaat Michigan. Sie bot 16.700 Sitzplätze. Der Standort des von Charles Howard Crane entworfenen und 1927 erbauten Halle war 5920 Grand River Avenue, bis es im September 1987 abgerissen wurde.

## Geschichte
The Old Red Barn wurde im September 1927 mit einem Rodeo eröffnet, bevor die Hauptmieter Detroit Cougars aus der NHL wenig später die Halle bezogen. Am 22. November 1927 besiegten die Ottawa Senators im ersten Spiel in der neuen Halle die Cougars mit 2:1. Neben den Cougars nutzte auch das Eishockeyteam der Detroit Olympics aus der CPHL bzw. später der IHL sowie das Basketballteam der Detroit Pistons aus der NBA von 1957 bis 1961 das Detroit Olympia als Heimspielstätte. 1959 wurde hier das NBA All-Star Game, sowie 1977 und 1979 die Eishockey-Finalserie der NCAA ausgetragen.
Auch Boxsport, Eiskunstlauf- oder Wrestlingveranstaltungen wurden hier abgehalten, sowie Auftritte der Harlem Globetrotters und Konzerte namhafter Künstler wie z. B. The Beatles, Wings, Led Zeppelin, Elvis Presley, The Rolling Stones, Frank Sinatra, Pink Floyd, The Monkees und KISS.
Mitte der 1970er Jahre erwogen die Detroit Red Wings, wie die Detroit Cougars mittlerweile hießen, ernsthaft einen Umzug in die Vorstädte, besonders nachdem das American-Football-Team der Detroit Lions bereits 1975 in den Silverdome nach Pontiac, Michigan umgezogen waren. Außerdem kämpfte das Viertel um das Stadion seit den Unruhen von 1967, bei denen 43 Menschen ums Leben kamen, zwei davon in der unmittelbaren Nachbarschaft, mit starkem Bevölkerungsrückgang. Die Stadt Pontiac unterbreitete den Red Wings ein lukratives Angebot für den Bezug einer neuen Arena, aber die Stadt Detroit reagierte mit einem Gegenangebot für die neue Joe Louis Arena am Flussufer mit angrenzenden Parkhäusern, welche die Red Wings für ein Drittel der Miete des Pontiac Angebotes beziehen konnten. Das Angebot der Stadt Detroit wurde daraufhin von den Red Wings angenommen.
Am 15. Dezember 1979, drei Tage nach der ersten Veranstaltung in der neuen Joe Louis Arena, absolvierten die Detroit Red Wings ihr letztes Heimspiel im Olympia, was mit einem 4:4 gegen die Quebec Nordiques endete. Das Olympia wurde auch im Rahmen der Feierlichkeiten des 32. NHL All Star Games am 5. Februar 1980, welches in der Joe Louis Arena ausgetragen wurde, genutzt. Da jedoch im Vertrag der Red Wings mit der Stadt Detroit eine kommerzielle Nutzung anderer Sportstätten außer der neuen Louis Arena untersagt wurde, legte man das Gebäude still und das Detroit Olympia wurde letztendlich im September 1987 nach 60 Jahren abgerissen. An seiner Stelle befindet sich heute der US National Guard’s Olympia Armory, in dessen Zeughaus sich eine Gedenktafel zur Erinnerung an das Olympia befindet.
Die Detroit Red Wings errangen sieben ihrer bislang elf Trophäen im Stanley Cup im Old Red Barn, den letzten in der Saison 1954/55.